# (37644) 1994 BN3
1994 بي أن 3 (ويعرف أيضًا باسم (37644) 1994 بي أن 3 وفق تسمية الكوكب الصغير) (بالإنجليزية: 1994 BN3)‏ هو كويكب ضمن حزام الكويكبات؛ وترتيبه 37644 من حيث الاكتشاف.
اكتُشف هذا الجُرم الفلكي بواسطة إيريك والتر إلست في 16 يناير 1994.

## وصلات خارجية
- (37644) 1994 BN3 في قاعدة بيانات مختبر الدفع النفاث لأجرام النظام الشمسي الصغيرة

- الاكتشاف · مخطط المدار ·  العناصر المدارية · المعلمات المادية

- (37644) 1994 BN3 على موقع ويكي سكاي: DSS2, SDSS, GALEX, IRAS, Hydrogen α, X-Ray, Astrophoto, Sky Map, Articles and images